# Flughafen Castellón

i8
i11
i13

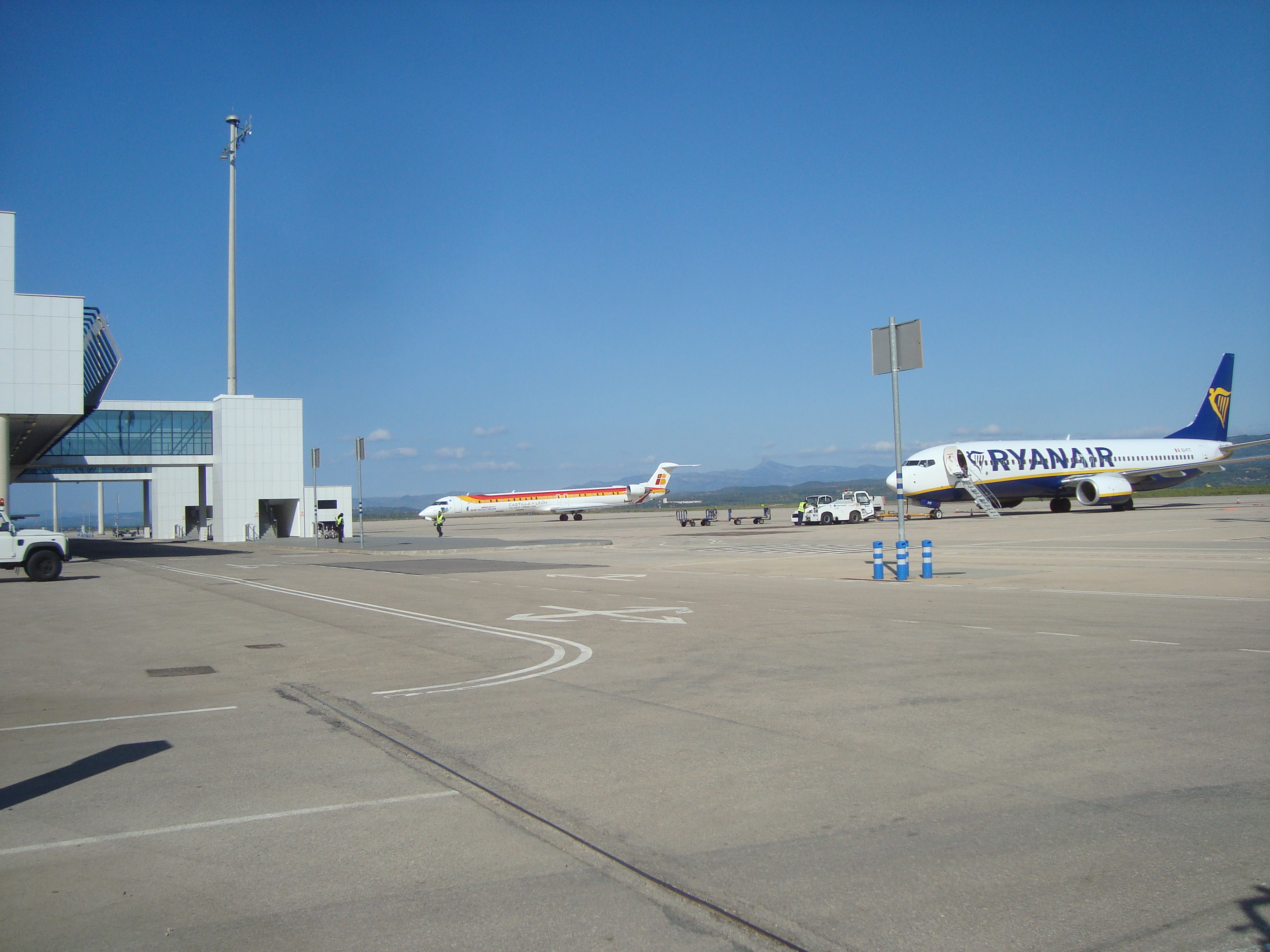
Aeropuerto de Castellón-Costa Azahar (España)

Der Flughafen Castellón-Costa Azahar (span. Aeropuerto de Castellón-Costa Azahar und valencianisch Aeroport de Castelló, IATA-Code: CDT, ICAO-Code: LECH) ist ein neu gebauter internationaler Verkehrsflughafen in der spanischen Provinz Castellón, Region Valencia im Osten der Iberischen Halbinsel. Der Flughafen liegt 40 km nordöstlich von Castellón de la Plana bei Villanueva de Alcolea (valencianisch: Vilanova d'Alcolea) und Benlloch.
Er wurde zwar am 25. März 2011 offiziell eingeweiht, hat aber den Flugbetrieb einige Jahre nicht aufnehmen können, da nicht nur die Genehmigungen seitens der Behörden dafür noch nicht vorlagen, sondern auch die Region Valencia stark überschuldet war. Seine Zulassung erhielt er am 10. Dezember 2014 und wurde am selben Tag für den Flugbetrieb eröffnet.
Der Flughafen Castellón ist nicht zu verwechseln mit dem kleineren Aeródromo Castellón (LECN) östlich des Stadtzentrums von Castellón, direkt an der Mittelmeerküste in Grao de Castellón.

## Planung und Bau
Der Flughafen wurde ab 1997 geplant und seit 2004 gebaut. Die Baukosten beliefen sich bis 2011 auf 150 Mio. €.

## Betrieb

### Inbetriebnahme
Die Regionalregierung hat mit der Betreibergesellschaft vereinbart, dass die Verluste der ersten acht Betriebsjahre durch den öffentlichen Haushalt getragen werden. Der Vertrag mit der Betreibergesellschaft läuft 50 Jahre. Die staatlichen Behörden verlangen als Voraussetzung für die Erteilung der Betriebsgenehmigung eine stellenweise Verbreiterung der Start- und Landebahn (Stand Mai 2012). Der letzte bekannte Termin zur Betriebsaufnahme im April 2012 konnte nicht eingehalten werden. Erste Messflüge der staatlichen Flughafenbehörde AENA fanden im Februar 2013 statt. Inzwischen wurde der Betrieb an die Firma SNC Lavalin als Betreiber übertragen, der den Flugbetrieb Ende 2014 aufnahm. Im Zuge der Veräußerung der französischen Flughafenaktivitäten von SNC Lavelin wurde der Flughafen seit Anfang 2017 durch das französische Unternehmen Edeis betrieben, ab dem 1. November 2019 durch die spanische Aerocas.

### Regelbetrieb
Der erste kommerzielle Flug fand am 14. Januar 2015 statt, es war ein Charterflug einer CRJ900 der Air Nostrum für den örtlichen Fußballclub FC Villarreal zum Pokalspiel in San Sebastian. Im März 2015 kündigte Ryanair regelmäßige Flüge an, ab September 2015 zwischen Castellón und Bristol sowie London-Stansted an; der erste Flug traf am 15. September aus London ein. Am 1. Oktober 2015 informierte die rumänische Blue Air über ihre neue Verbindung Bukarest – Castellón ab Sommer 2016. Wenig später kamen Ryanair und Wizz Air hinzu, die Castellón aus osteuropäischen Zielen anflogen. Airbus führte hier am 11. März 2016 einige Flugversuche mit einer A350 durch.

### Flugzeugfriedhof
Seit einigen Jahren dient der Flughafen Castellón auch als Flugzeugfriedhof, auf dem Flugzeuge während vorübergehender Stilllegung abgestellt oder aber zerlegt und verwertet werden.

## Flughafenanlagen
Der Flughafen Castellón hat eine Fläche von rund 540 Hektar.

### Start- und Landebahn
Der Flughafen Castellón verfügt über eine Start- und Landebahn. Diese trägt die Kennung 06/24, ist 2700 Meter lang und 45 Meter breit.

### Terminal
Der Flughafen verfügt über ein Passagierterminal mit einer Fläche von rund 10.450 Quadratmetern auf zwei Stockwerken. Es ist mit zwölf Check-in-Schaltern, vier Flugsteigen sowie zwei Gepäckausgabebändern ausgestattet.
Das Vorfeld verfügt über neun Parkpositionen für Schmalrumpfflugzeuge bis zur Größe einer Boeing 737-800. Alternativ können auch Großraumflugzeuge bis zur Größe einer Airbus A350-900 aufgenommen werden, was jedoch die sonstige Kapazität reduziert.

### Sonstige Einrichtungen
Der Kontrollturm hat eine Höhe von 25,9 Metern.

## Fluggesellschaften und Ziele
Der Flughafen Castellón wird von Air Nostrum im Auftrag von Iberia, Ryanair, Volotea und Wizz Air genutzt. Es werden 14 Ziele in Europa regelmäßig bedient.

## Verkehrszahlen
| Jahr | Passagierzahlen | Flugbewegungen |
| ---- | --------------- | -------------- |
| 2024 | 273.616         | 11.261         |
| 2023 | 283.259         | 9.780          |
| 2022 | 149.339         | 8.595          |
| 2021 | 37.398          | 5.844          |
| 2020 | 40.275          | 7.750          |
| 2019 | 125.448         | 6.515          |
| 2018 | 117.368         | 2.445          |
| 2017 | 144.221         | 1.630          |
| 2016 | 105.924         | 1.279          |
| 2015 | 23.201          | 443            |

## Kritik

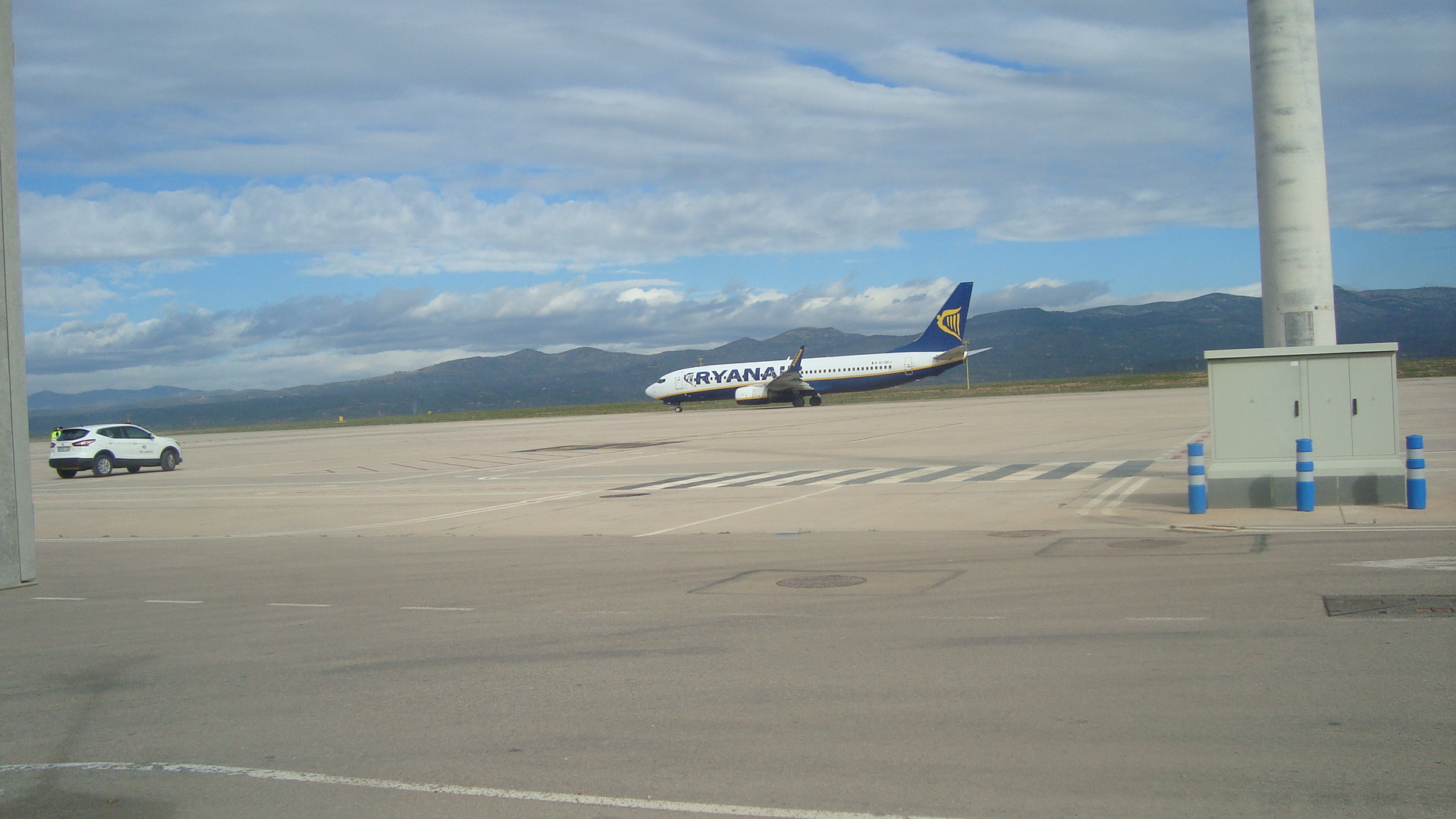
Aeropuerto de Castellón-Costa Azahar

Der praktisch fertig gebaute, aber jahrelang nicht in Betrieb genommene Flughafen gilt als Musterbeispiel einer überflüssigen Großinvestition. Er sollte Touristen in die Provinz Castellón bringen, die bisher als einzige Küstenprovinz am Mittelmeer keinen eigenen Flughafen besaß. Allerdings beträgt die Entfernung zu den beiden nächstgelegenen Flughäfen Reus und Valencia nur etwa ein bis eineinhalb Stunden Fahrzeit. Begründet wurde der Bau mit geplanten Investitionen in der Region in einen Themenpark, eine große Zahl von Gästebetten und mehrere Golfplätze, die nur teilweise verwirklicht wurden. Wegen der schweren Wirtschaftskrise in Spanien besteht vorläufig wenig Aussicht auf eine Realisierung dieser Vorhaben.